# Glücksburkové

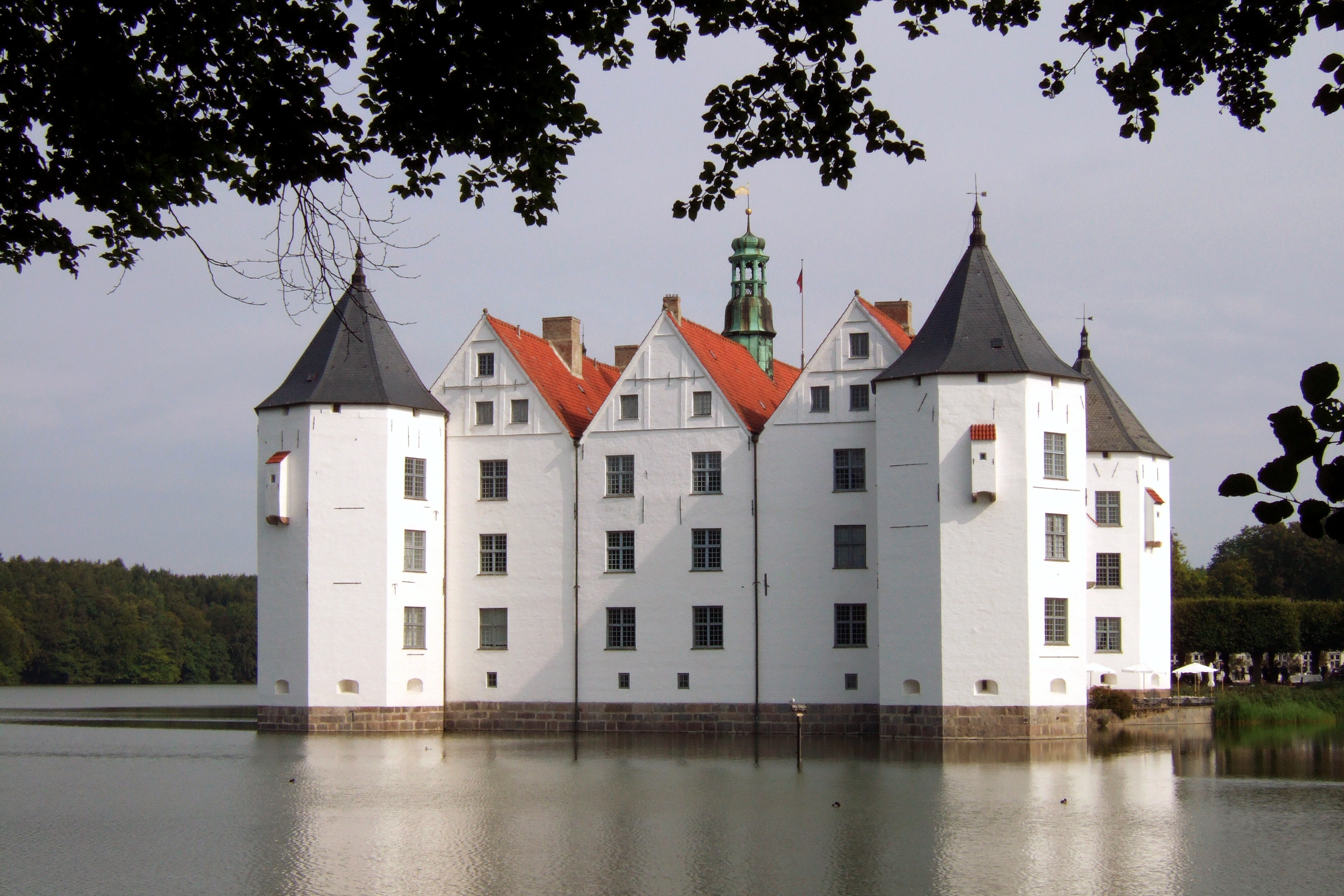
Vodní zámek Glücksburg, který dal jméno celému rodu

Glücksburkové, plným názvem Šlesvicko-holštýnsko-sonderbursko-glücksburská dynastie (dánsky Huset Lyksborg, Huset Glücksburg či Huset Slesvig-Holsten-Sønderborg-Lyksborg/Glücksburg, německy Haus Glücksburg či Haus Schleswig-Holstein-Sonderburg-Glücksburg; někdy zkracováno jako SHSG nebo S-H-S-G), je v současnosti vládnoucí dánská a norská a bývalá řecká, islandská královská a šlesvicko-holštýnská vévodská dynastie. Dynastie je původem severoněmecký šlechtický rod, jedna z větví dynastie Oldenburků, pocházející od potomků prvního dědičného dánského krále Kristiána III. resp. od jeho nejmladšího syna Jana II.
Dynastie vládne Dánsku od roku 1863, kdy se stal dánským králem Christian von Schleswig-Holstein-Sonderburg-Glücksburg jako Kristián IX. (viz dánští králové). Od roku 1905 vládnou Glücksburkové v Norsku. V letech 1863–1973 vládli také v Řeckém království.
V současnosti patří dynastie Glücksburků ke starším větvím rodu, neboť všechny starší větve již vymřely. Hlava rodu Glücksburků je současně také hlavou dynastie Oldenburků. Díky tomu také získala po vymření starších větví následnictví ve Vévodství šlesvicko-holštýnském v roce 1934. Hlavou rodu a titulárním vévodou šlesvicko-holštýnským je princ Kryštof Šlesvicko-Holštýnský.
Nejvýznamnějšími osobnostmi rodu jsou panovníci Frederik X. Dánský a Harald V. Norský. Známým členem rodu byl i manžel britské královny Alžběty II., princ Philip, který však používal příjmení Mountbatten (překlad původního Battenberg) po své matce. Z dynastického hlediska (agnaticky) tak patří do glückburského rodu také jeho syn, současný britský král Karel III., jenž ale pro sebe a své potomky ponechal jméno mateřské dynastie Windsor (což sám o sobě byl umělý název britské větve rodu sasko-kobursko-gothajského zavedený roku 1917).

## Evropští panovníci
Glücksburkové se postupně z vévodů šlesvicko-holštýnsko-sonderbursko-glücksburských stali královskou dynastií v Dánsku (1863), Řecku (1863), Norsku (1905) a Spojeném království (po meči 2022; oficiálně zde vládne Windsorská dynastie).

### Vévodové (šlesvicko-holštýnsko-sonderbursko-) glücksburští (od 1825), hlavy rodu
Linie vévodů Šlesvicko-holštýnsko-sonderbursko-glücksburských vznikla v roce 1825, kdy dosavadní vévoda šlesvicko-holštýnsko-sonderbursko-becký získal titul vévody glücksburského a změnil tak své jméno na Šlesvicko-holštýnsko-sonderbursko-glücksburský. Tím založil dynastii Glücksburků, která předtím nesla název šlesvicko-holštýnsko-sonderbursko-becká a pocházela od dánského krále Kristiána III. resp. od jeho nejmladšího syna Jana II., vévody šlesvicko-holštýnsko-sonderburského.
- Fridrich Vilém (1816–1831), zakladatel linie, od roku 1825 nese linie rodu název Glücksburský
- Karel (1831–1878)
- Fridrich (1878–1885)
- Fridrich Ferdinand (1885–1934), od roku 1931 také vévoda šlesvicko-holštýnský

### Vévodové šlesvicko-holštýnští (od 1931)
Když v roce 1931 vymřela linie Šlesvicko-holštýnsko-sonderbursko-augustenburská vévodou Albertem Šlesvicko-Holštýnským, stala se linie Glücksburků nejstarší žijící větví rodu Oldenburků s titulem vévody Šlesvicko-Holštýnského a také šlechtickým titulem vévody Augustenburského. Jako hlava nejstarší žijící větve rodu Oldenburků je od té doby hlava rodu Glücksburků také hlavou celé dynastie Oldenburků.
- Fridrich Ferdinand (1931–1934), od roku 1931 hlava dynastie Oldenburků
- Vilém Fridrich Šlesvicko-Holštýnský (1934–1965), jeho syn
- Petr Šlesvicko-Holštýnský (1965–1980), jeho syn
- Kryštof Šlesvicko-Holštýnský (1980–2023), jeho syn
- Fridrich Ferdinand (od 2023), jeho syn

Dědic:
- Alfred Šlesvicko-Holštýnský, jeho syn

### Dánští králové (od 1863)

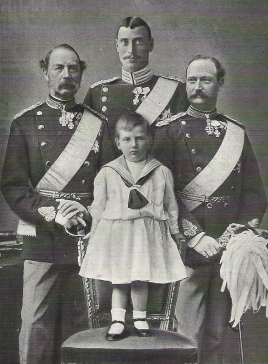
4 dánští králové: Kristián IX., Frederik VIII., Kristián X. a Frederik IX.

Jelikož dánský král Frederik VII. neměl mužské potomky a byl poslední v hlavní rodové linii Oldenburků, bylo nutné učit dědice trůnu. Z více kandidátů byl vybrán čtvrtý syn glücksburského vévody Fridricha Viléma princ Christian von Schleswig-Holstein-Sonderburg-Glücksburg z vedlejší glücksburské mladší větvě dynastie.
K výběru právě prince Kristiána přispělo velmi jeho manželství s Luisou Hesensko-Kasselskou, jež byla neteří dánského krále Kristiána VIII. a tím byla také v následnické linii, avšak jako žena na trůn usednout nemohla. To ale přispělo právě k výběru Kristiána jako příštího dánského krále, navíc sám Kristián byl v mužské linii potomek dánského krále Kristiána III. Když 15. listopadu 1863 zemřel dánský král Frederik VII. a s ním po jeho smrti vymřela v hlavní linii oldenburská dynastie, stal se Kristián IX. dánským králem.
Na základě druhého londýnského protokolu se příští dánský panovník Kristián IX. vzdal následnictví v obou polabských vévodstvích (Holštýnsko a Šlesvicko) výměnou za uznání nástupnictví vedlejšího rodu Glücksburg na dánský trůn. Nárok na tzv. polabská Vévodství Šlesvicko a Holštýnsko získala další vedlejší větev rodu Oldenburků (linie Šlesvicko-holštýnsko-sonderbursko-augustenburská), která o ně ovšem v roce 1864 přišla v německo-dánské válce. Potomci krále Kristiána IX. vládnou v Dánsku dodnes.
Král Kristián X. byl v letech 1918–1944 také králem Islandu.
Když nastoupil na trůn král Frederik IX., byl osud následnictví nejistý. Král Frederik IX. měl dvě dcery, ale žádného syna a v Dánsku se mohl stát králem pouze muž. Po Frederikovi IX. by se měl králem stát jeho bratr Knud. Protože však byl u lidu Frederik IX. velmi oblíben a jeho dcery také, dosáhl Frederik v roce 1953 přepracování ústavy: zaveden jednokomorový parlament a zákon o nástupnictví byl upraven tak, že na trůn mají nárok i ženy. Tyto změny však musely před uzákoněním projít celým parlamentem a referendem.
V roce 2009 byl dánským parlamentem přijat zákon o následnictví, který zavedl rovnou primogenituru, tj. že na trůn nastupuje nejstarší potomek krále bez ohledu na pohlaví.
- Kristián IX. (1863–1906)
- Frederik VIII. (1906–1912)
- Kristián X. (1912–1947), zároveň v letech 1918–1944 král Islandu.
- Frederik IX. (1947–1972)
- Markéta II. (1972–2024)
- Frederik X. (od 2024)

Dědic:
- Korunní princ Frederik Dánský – syn krále Frederika X.

Dánští králové
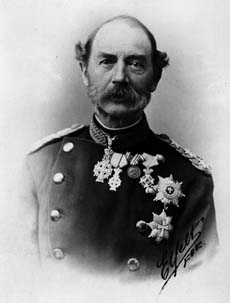
Kristián IX.
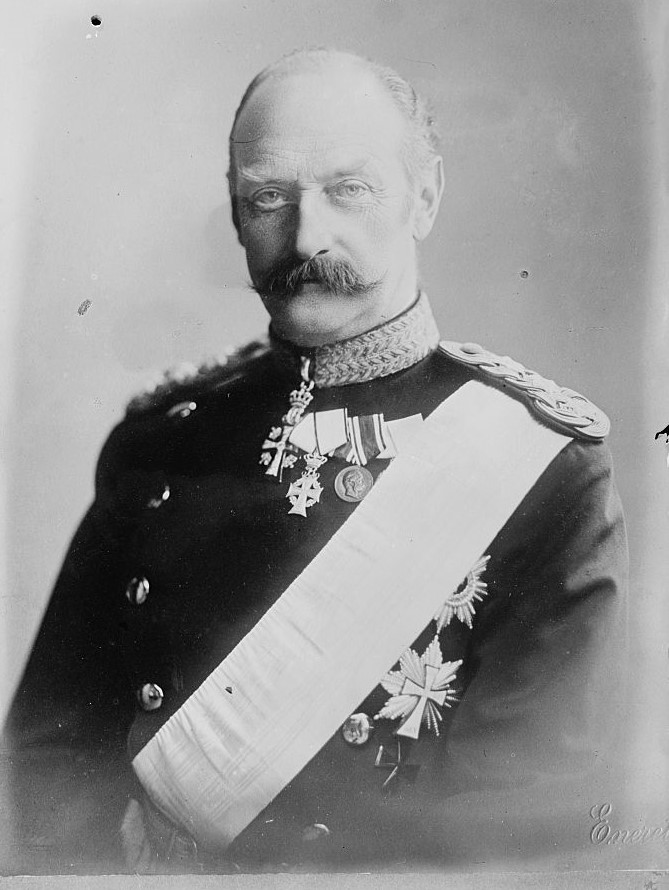
Frederik VIII.
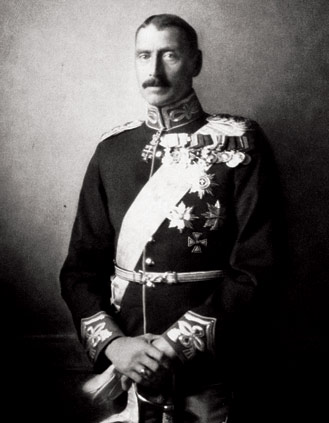
Kristián X.
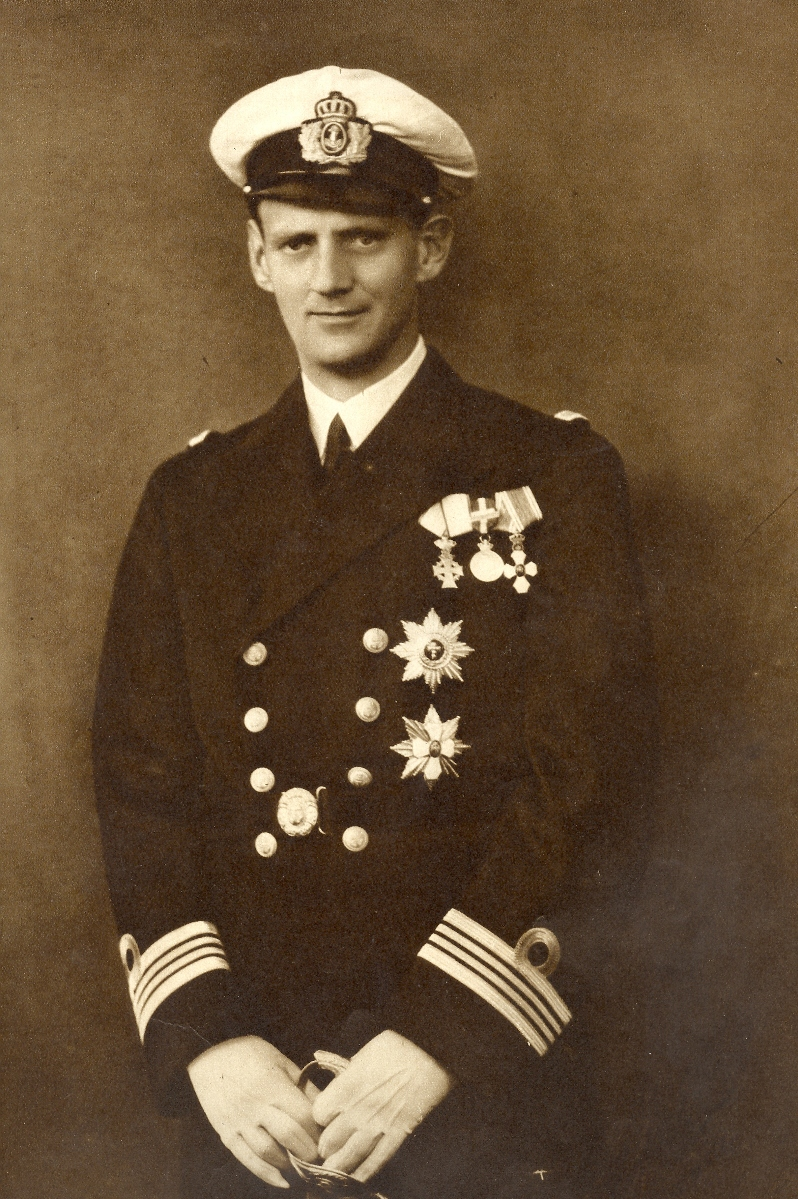
Frederik IX.
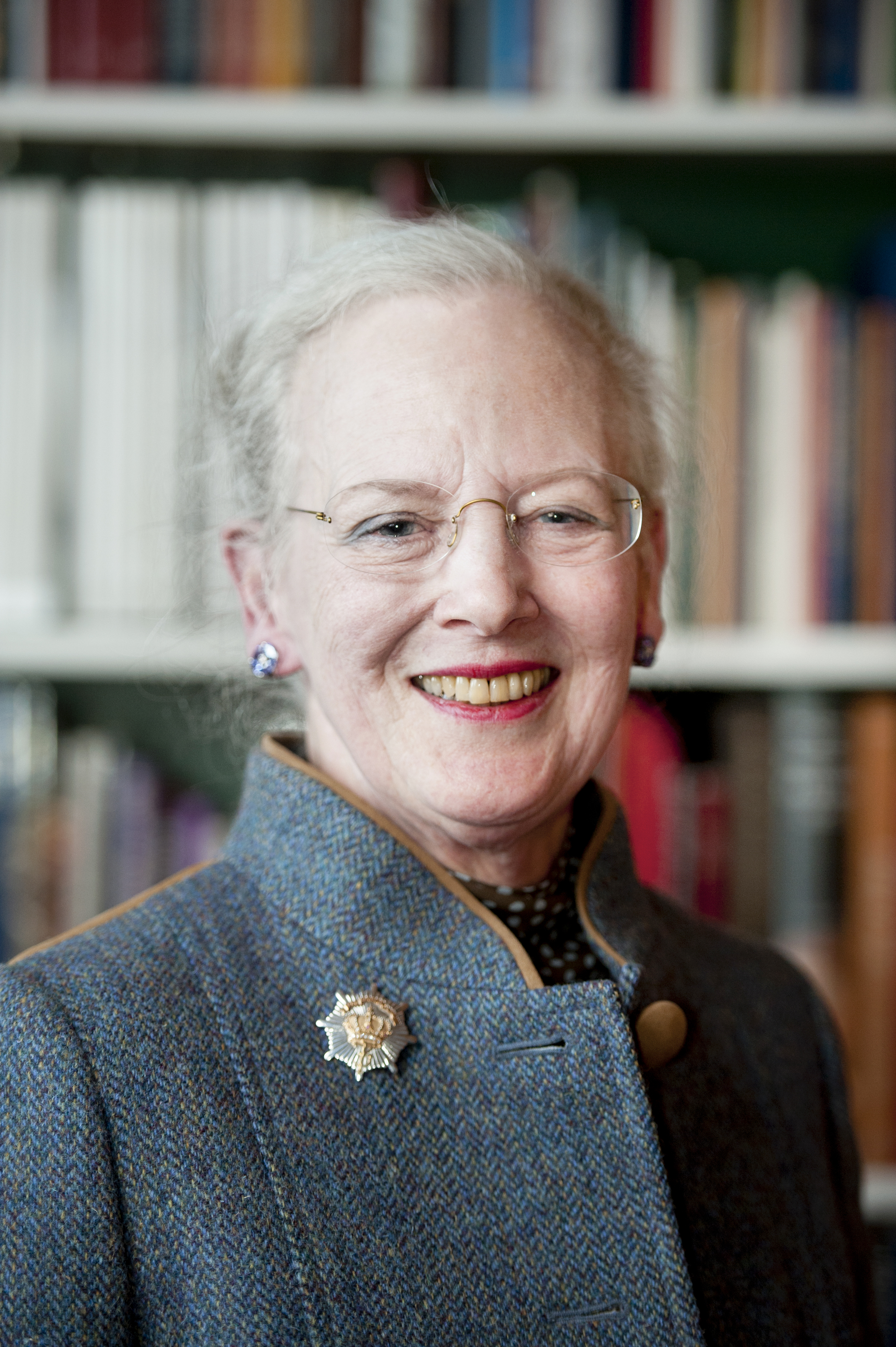
Markéta II.
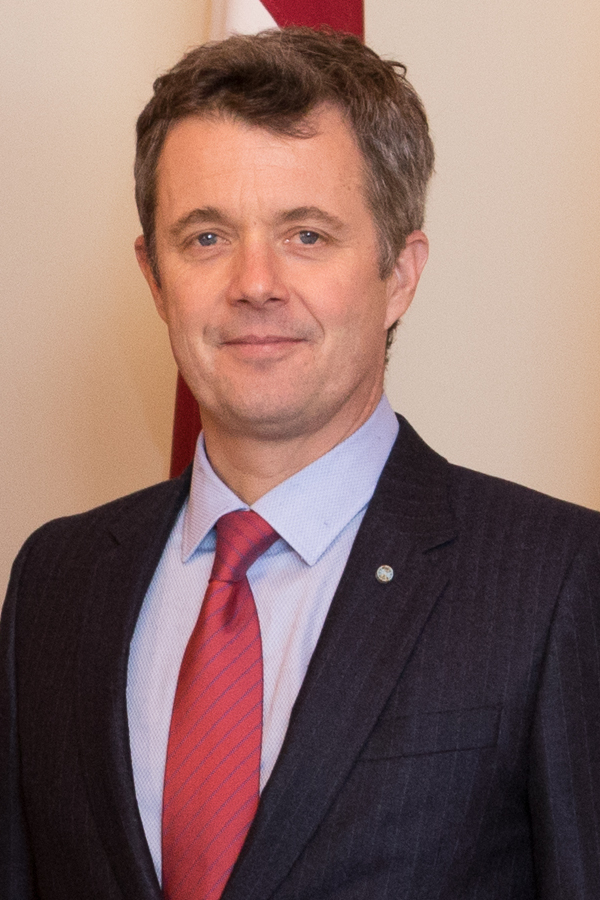
Frederik X.

### Řečtí králové (1863-1973)

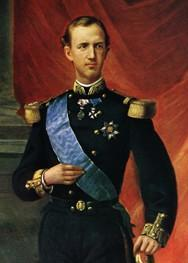
král Jiří I. v roce 1864

V roce 1862 byl svržen řecký král Ota I. z dynastie Wittelsbachů a v té době značná část řecké veřejnosti souhlasila s nastoupením příslušníka britské panovnické dynastie. Nakonec však opět rozhodly velmoci. Vzhledem k oslabení francouzského císařství i ruské říše v oblasti východního Středomoří, byl vybrán probritský kandidát, syn budoucího dánského krále Kristiána IX. druhorozený princ Vilém Kristián Ferdinand Adolf z rodu Glücksburků. I přes počáteční rozpaky se stal jako Jiří I. Řecký populárním a oblíbeným panovníkem. Ukázalo se, že šlo o volbu šťastnou nejen pro Viléma (Jiřího I.), ale především prospěšnou Řecku.
Řečtí králové počínaje Jiřím I. nepoužívali klasický titul ve tvaru král Řecka (řecký král), ale král Helénů (král Řeků).
Při nástupu na trůn přijal jméno Jiří I. a Británie jakožto důkaz dobré vůle poté roku 1864 předala Jónské ostrovy Řeckému království. Jelikož Jiří I. nastoupil na trůn dříve než jeho otec, ponechali si řečtí princové (a princezny) do budoucna titul princ dánský resp. princ řecký a dánský. Tento titul vznikl pro nevládnoucí členy řecké královské rodiny, kteří byli současně členy vládnoucí dynastie v Dánsku.
Král Jiří I. vládl Řecku 50 let a jeho vláda patří k nejdelším a nejstabilnějším v moderní historii Řecka. Potomci Jiřího I. vládli i přes různé převraty a vzpoury v Řecku až do roku 1973, kdy byl král Konstantin II. (pravnuk Jiřího I.) svržen převratem vojenské junty.
- Jiří I. Řecký (1863–1913)
- Konstantin I. Řecký (1913–1917, 1920–1922), syn Jiřího I.
- Alexandr I. Řecký (1917–1920), druhorozený syn Konstantina I.
- Jiří II. Řecký (1922–1924, 1935–1947), prvorozený syn Konstantina I.
- Pavel I. Řecký (1947–1964), třetirozený syn Konstantina I.
- Konstantin II. Řecký (1964–1973), syn Pavla I.

Titulární králové Řecka
- Konstantin II. Řecký (1973–2023), syn Pavla I.
- Pavel (II.) Řecký (od 2023), syn Konstantina II.

Řečtí králové
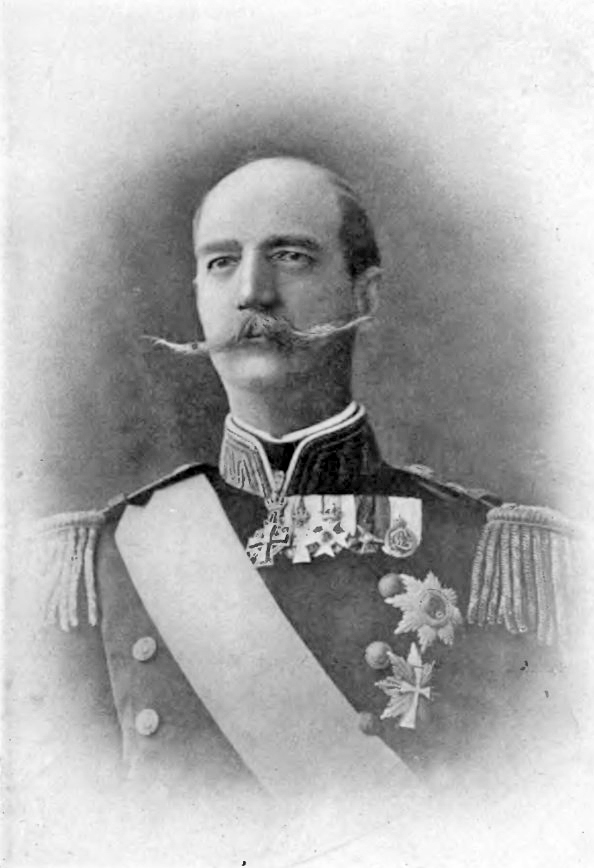
Jiří I.
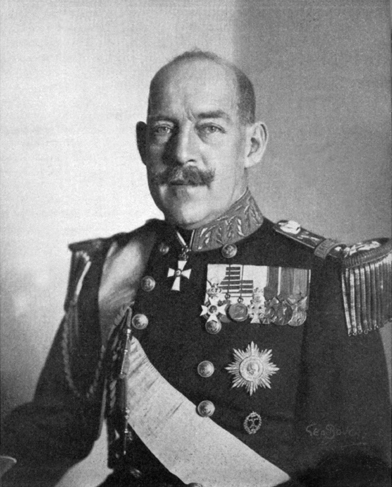
Konstantin I.
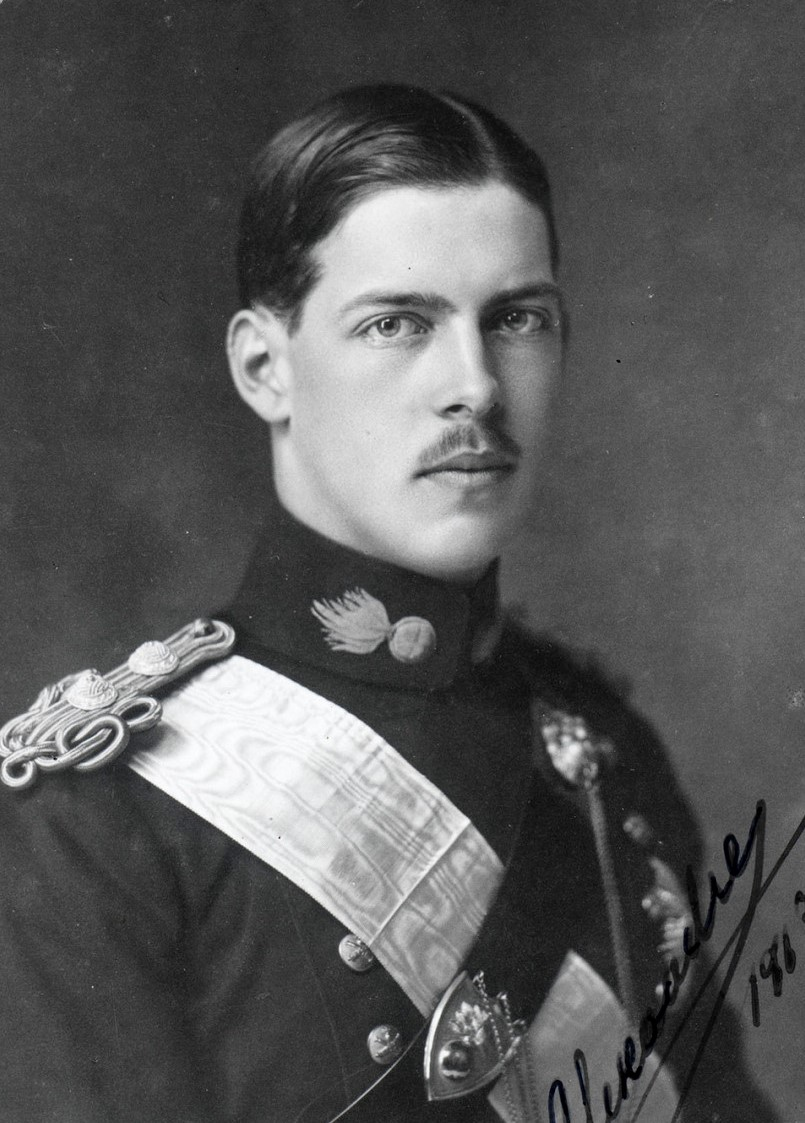
Alexandr I.
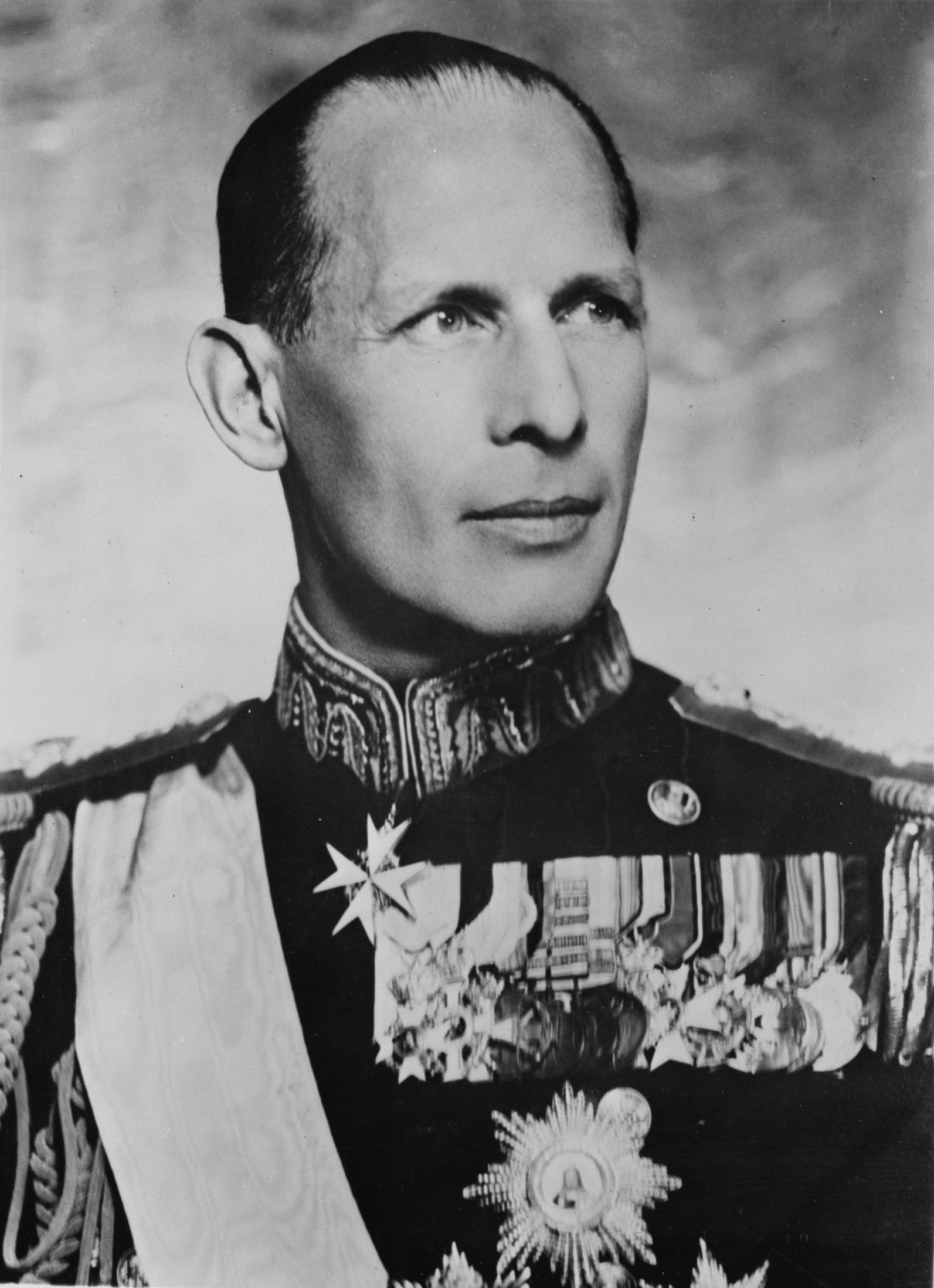
Jiří II.
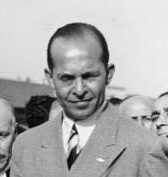
Pavel I.

### Norští králové (od 1905)

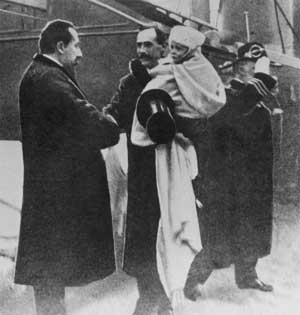
Král Haakon VII. se synem Olafem přijíždí v roce 1905 do Norska, uvítán premiérem Michelsenem

V roce 1905 se Norové v referendu rozhodli, že vypoví unii se Švédy a Norsko se stalo opět samostatným. Vyvstala však otázka státoprávního uspořádání, vedle monarchie se nabízela republika. Lidové hlasování 12. a 13. listopadu dle očekávání velkou většinou odhlasovalo monarchii. Tehdejší Michelsenova vláda vyjádřila přání, aby se novým králem stal příslušník švédského rodu Bernadottů. Nikoliv překvapivě však král Oskar II. královskou korunu nabídnutou rodu Bernadotte odmítl, a to kvůli rozpadu unie, který považoval za útok na svou osobu.
Komise norského parlamentu určila několik členů evropských královských rodin jako kandidáty na prvního samostatného norského krále. Nejvhodnější kandidát byl druhorozený syn dánského krále Frederika VIII. princ Karel Kristián Frederik Jiří Valdemar Axel Dánský, jelikož měl syna a tedy dědice trůnu a vazby jeho ženy, princezny Maud k britské královské rodině se zdály prospěšné pro čerstvě nezávislý norský národ, už protože se původně měl stát králem člen britské královské rodiny. Sám princ Carl pocházel z dobře postavené dánské královské rodiny. Pro Carla Dánského hrálo i to, že po svém bratrovi byl druhý v nároku na norský trůn z těch dědiců, kteří nebyli z rodu Bernadotte. Dánské královská dynastie Glücksburků byla navíc jednou z větví rodu Oldenburků, což byla předchozí vládnoucí dynastie v Norsku.
Nicméně princ Carl nechtěl na trůn nastoupit jako nechtěný král, požádal tedy norský lid o projevení důvěry referendem. Norové osmdesáti procenty rozhodli, že stane se prvním králem nezávislého Norska od roku 1380. Korunovace nového krále a královny proběhla 22. června 1906 v katedrále Nidaros v Trondheimu. Byla to poslední korunovace krále nezávislého Norska. Ve snáze přiblížit se svým poddaným si zvolil jméno Haakon VII. a svého syna prince Alexandra přejmenoval na Olafa.
Po smrti oblíbeného krále Haakona VII. v roce 1957 nastoupil jeho také oblíbený syn Olaf V., když zemřel i on v roce 1991, stal se králem jeho syn a Haakonův vnuk Harald V., který se taktéž těší u lidu velké oblibě.
- Haakon VII. (1905–1957)
- Olaf V. (1957–1991)
- Harald V. (od 1991)

Dědic:
- princ Haakon Magnus – syn krále Haralda V.

Norští králové
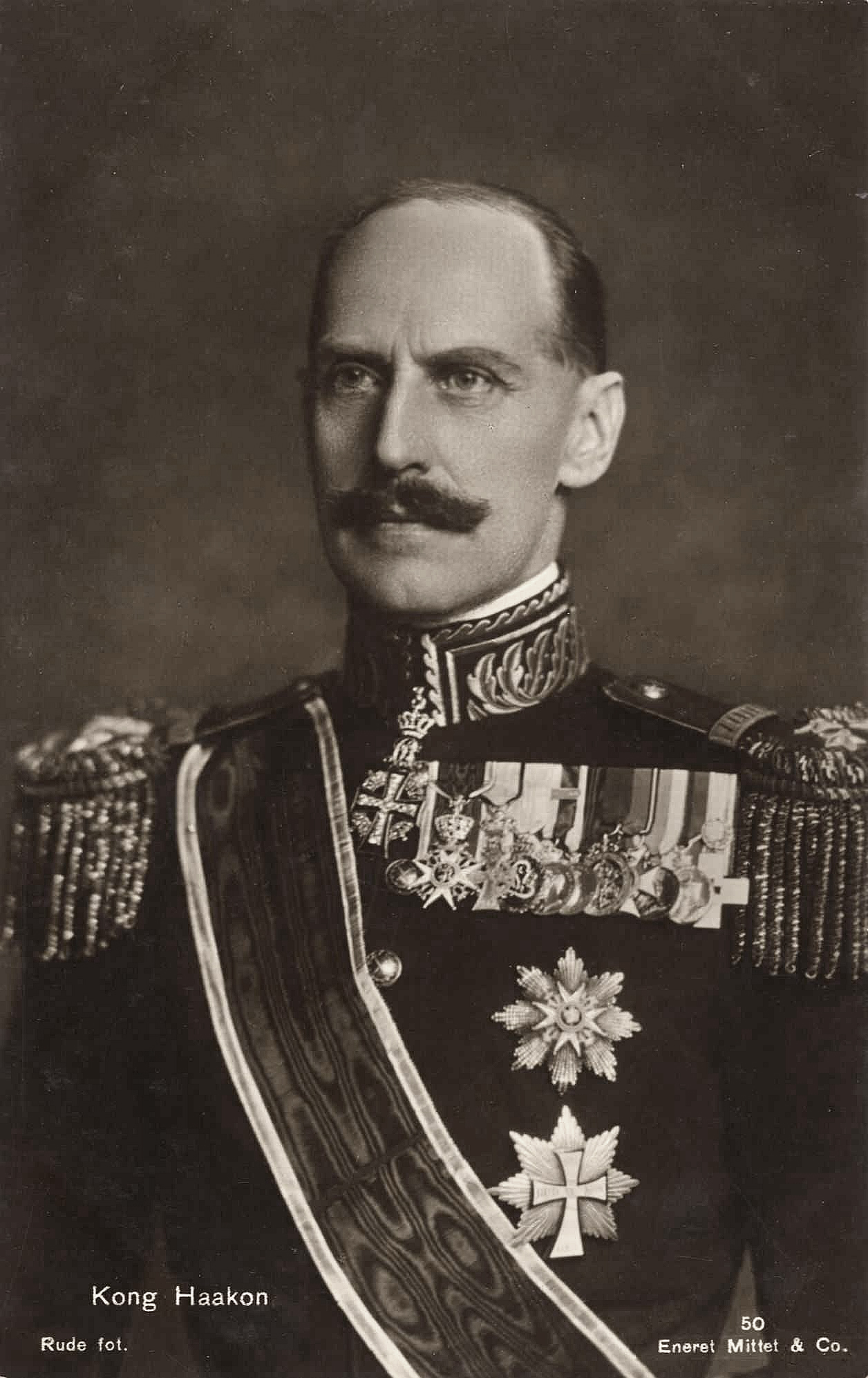
Haakon VII.
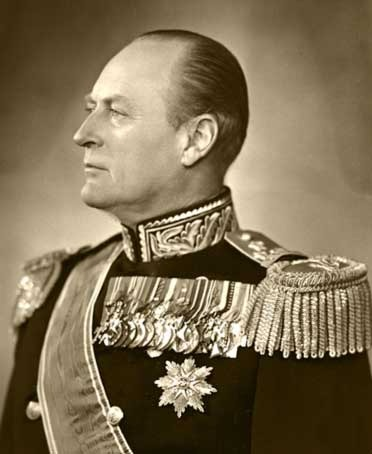
Olaf V.

## Známí nevládnoucí členové
- Alexandra Řecká a Dánská – manželka posledního krále Jugoslávie, Petra II. a matka současného nástupce, Alexandra, korunního prince Jugoslávie, dcera řeckého krále Alexandra I.
- Philip, vévoda z Edinburghu – manžel královny Alžběty II., pochází z řecké linie Glücksburků, synovec řeckého krále Konstantina I.
  - Karel III. Britský – syn královny Alžběty II. a vévody z Edinburghu
    - Princ William – prvorozený syn krále Karla III.
    - Princ Harry – druhorozený syn krále Karla III.
- Sofie Řecká – španělská královna, manželka bývalého krále Jana Karla I. a matka současného španělského krále Filipa VI., pochází z řecké větve Glücksburků – dcera krále Pavla I.